# おもしろバラエティ
『おもしろバラエティ』は、1983年10月から1990年9月28日までフジテレビ系列局が編成していたフジテレビ製作の単発特別番組枠である。

## 概要
1983年10月、金曜ゴールデンタイムへ移動した『ファミリーワイド』に替わって木曜ゴールデンタイムに編成された。この時間帯に編成されていた当時の枠名は『木曜おもしろバラエティ』であったが、前述の『ファミリーワイド』との枠交換により、1984年10月に金曜ゴールデンタイムへ移動。同時に『金曜おもしろバラエティ』と改題し、以来6年間にわたってこの時間帯に編成され続けた。

## 枠名と編成時間の変遷
編成時間はいずれも日本標準時。
木曜おもしろバラエティ
木曜 20:00 - 20:54 （1983年10月 - 1983年12月）
木曜 19:30 - 20:54 （1984年1月 - 1984年3月）
木曜 20:02 - 21:48 （1984年4月 - 1984年9月） - この時期のみ、直前の時間帯に予告ミニ番組『今夜のおもしろバラエティ』を放送。
金曜おもしろバラエティ
金曜 19:30 - 20:54 （1984年10月 - 1990年9月28日）

## 放送番組一覧
- スターどっきり㊙報告 - レギュラー放送の終了後、本枠で定期的に放送されていた。
- さんま・一機のその地方でしか見られない面白そうな番組を全国のみんなで楽しく見ちゃおうとする番組 - 合わせて5回＋総集編が放送された。明石家さんまと小堺一機が進行役となり、FNS系列局の自社製作番組を集めて楽しむというもの。テレビ宮崎はこの番組で『さんさんサタデー』を取り上げられ、出演者の強烈な個性で全国区の認知を得た。高橋巨典もシリーズ第1回から登場した。『FNSスーパースペシャル1億人のテレビ夢列島』や『FNSソフト工場』の前身的番組。
- 明石家・小堺の海外国内・市内町内でしか見られないテレビ番組 - 上記番組の発展系で、1990年5月18日の1回だけ放送された。海外放送局と国内のケーブルテレビ局の番組が加えられた。
- ザ・お葬式 - 1986年9月19日放送。 『オレたちひょうきん族』のプロデューサーである横澤彪が収録中に倒れて亡くなったという設定で、葬式のノウハウなどを紹介していた（現実には横澤は2011年に肺炎で死去）。
- 志村けんのバカ殿様
- ドリフのクリスマスプレゼント
- 加トちゃんケンちゃん光子ちゃん
- ジョークドキュメント 追跡168時間！ オレが沢田研二だ！！ - 1983年10月27日放送。
- 百恵からタモリまで 100大タレントおもしろ珍場面傑作集 - 1984年1月12日放送。『クイズ・ドレミファドン!』の過去のVTRから、ゲスト歌手の持ち歌や、「ゲストクイズ」でのコントなどの様々な場面を放送。司会は『ドレミファドン』の高島忠夫。
- ひょうきん族ファミリー芸能合戦 - 1984年2月16日放送。『オレたちひょうきん族』のレギュラーが、ビートたけし率いる「タケちゃんマンチーム」と、明石家さんま率いる「アミダばばぁチーム」に分かれての対抗戦。
- これがトリックだ! - 1984年6月29日・10月5日放送。奇術の種明かしに関する番組。司会：桂三枝（後の六代目文枝）。
- プロ野球珍プレー・好プレー大賞
  - オールスター夢の球宴 珍プレー好プレー - 1984年12月7日に放送した特別版。かつて『火曜ワイドスペシャル』などで放送されていた、芸能人対抗野球大会『オールスター夢の球宴』内での好珍プレーを放送。これに、1979年3月20日に『火曜ワイド』で放送された、ニューヤンキース・ブラックイーグルスとザ・ドリフターズ率いる芸能人チーム「パーフェクト」との試合からも取り上げられた。なおこの後の、1987年7月14日に『火曜ワイドスペシャル』で放送された『オールスター紅白大運動会 栄光の青春・激斗編』（『オールスター紅白大運動会』の総集編）に代わり、1987 - 1988年のフジテレビ火曜プロ野球中継の雨傘番組として編成されたが、中継はすべて予定通り行われたので、1988年10月2日に『サンデーイベントアワー』枠（ただし関東ローカルに降格）でようやく放送された。
- クイズ地球どんぶり! - 1984年4月よりレギュラー化（土曜19時枠）。
- 紅白そっくり大賞
- 東京24時間鬼ごっこ - 後に『run for money 逃走中』の源流になった番組[要出典]。
- 今夜爆発!ものまね王座スペシャルワイド版
- 歌と笑いの41年 戦後タモリ史 - 1986年8月15日放送。終戦1週間後の1945年8月22日に産まれたタモリの今日までの成長を、戦後の世相と歌を絡ませて放送したバラエティ仕立てのドラマ。歌は、かつて1981年に自主販売されたLPレコード「タモリ3 戦後日本歌謡史」を使用。
- ぼくら冒険王 - 1987年3月20日・9月18日放送。過去にフジテレビや関西テレビが製作した『クイズグランプリ』・『ズバリ!当てましょう』・『ラブラブショー』・『ママとあそぼう!ピンポンパン』・『笑ってる場合ですよ!』・『パンチDEデート』などの復刻版を放送。『ズバリ!当てましょう』の回には、オリジナル版第2期の司会者である泉大助とザ・リリーズが出演、また『ラブラブショー』（唯一双方の回で放送）の「お見合い公開広場」では、オリジナル版でレポーターを務めた宮尾すすむが出演した。司会は『いきなり!フライデーナイト』にも出演していた山田邦子と渡辺徹が務め、また同番組のレギュラー「いきなり!フライデーズ」（月光仮面・マグマ大使・快傑ライオン丸）も出演した。
- '88夏休みスペシャル 思い出のアイドルスター大集合in大磯 - 1988年7月22日放送。懐かしの人気アイドル歌手を招いての歌謡番組で、『オールスター紅白水泳大会』でお馴染みの大磯ロングビーチで行われた。司会は愛川欽也と水沢アキ。出演歌手は能瀬慶子、藍美代子、豊川誕、シェリー、松本ちえこほか。なお司会の水沢は出演歌手に混ざって、かつての自分の持ち歌『娘ごころ』（1973年リリース）を披露した。
- 懐かしのスーパーヒーロー大全集 - 1989年3月21日放送。当時流行の「特撮回顧番組」ではあるが、東映が制作のため、『仮面ライダーシリーズ』などといった東映特撮だけを放送。内容は「仮面ライダー特集」・「怪人特集」・「意外な出演者特集」・「『快傑ズバット』特集」・「スポーツ・ファンタジー特集」など。司会は所ジョージと清水ミチコ、ゲストはデーモン小暮閣下と佐野量子。
- 初公開・芸能界㊙スターの素顔ウラ顔
- 世界の超豪華・珍品料理
- 国際演歌グランプリ大会[1]
- さよなら銀河鉄道999 アンドロメダ終着駅[1] - 1984年8月2日に「夏休みスペシャル」名義で、枠を19:30 - 21:48に拡大して放送。
- FNS歌謡祭10周年記念[1] - 1984年7月19日放送。過去の受賞シーン（当時はコンテスト形式だった）を放送。
- 幸せの黄色いハンカチ - 1984年8月20日放送（19:32 - 21:48）。
- 北の国から[1]
- タモリの世界のこれが珍商売![1]
- オールスター ザ・変装大賞[1] - 『傑作選』も放送。
- ライバル歌手懐かしの共演[1]
- 思い出の番組主題歌傑作選[1] - テレビ30年を記念した企画。
- 心はロンリー気持ちは「…」[1]
- 大江戸花火まつり[1]
- これがギネスブックだ！[1]
- 昭和を飾ったチビッ子たち[1] - 子役を紹介。
- ドリフのホノルルマラソン[1]
- オールスター初恋大賞[1]
- くいしん坊!万才スペシャル[1] - 『くいしん坊!万才』の放送15周年を記念して放送。
- いたずらウォッチング[1]
- ムツゴロウとゆかいな仲間たち[1]
- スーパーイントロ大作戦[1] - 『クイズ・ドレミファドン!』レギュラー放送の終了後に本枠で放送。
- がんばった！若花田 無念の貴花田 土俵の若武者[1]
- スケバン刑事（劇場版） - 1988年2月5日放送（19:00 - 20:54）。
- 悲しみがとまらない - 1988年7月1日放送。主演：田代まさし、工藤静香。
- 赤信号 祝開店十周年 - 1988年8月12日放送。コント赤信号結成10周年記念番組。師匠の杉兵助も出演。
- オリンピック前夜祭・五大陸より愛をこめて - 1988年9月16日放送。ソウルオリンピック開幕を翌日に控え、同オリンピックの見どころを東京とソウルの2元中継で放送。司会は逸見政孝と高見知佳[注 1]。
- 新春！大相撲部屋別対抗歌合戦 - 1989年（昭和64年）1月6日放送。人気力士が部屋別に分かれて歌まねを披露する。司会：高島忠夫・寿美花代。放送翌日の1月7日に昭和天皇が死去（崩御）して8日に元号が平成に改められたため、本枠ならびに番組唯一の昭和64年放送回となった。

## 備考
- 1984年4月からの半年間は、19:00 - 21:48にプロ野球ナイター中継が予定されている日には編成休止になっていた。
- 『金曜おもしろバラエティ』時代の基本編成時間は金曜 19:30 - 20:54 であったが、改編期と年末年始には19:00からの2時間枠で編成されることがあった。また、19:00から放送されていた30分のレギュラー番組が早期打ち切りになったり、次のレギュラー番組のスタートが遅れた場合にも、その間のつなぎで2時間枠にされることがたびたびあった。
- 本枠内では、政府広報のコマーシャルが30秒分ヒッチハイクCMとして放送されていた。